# Andries Jan Pieters

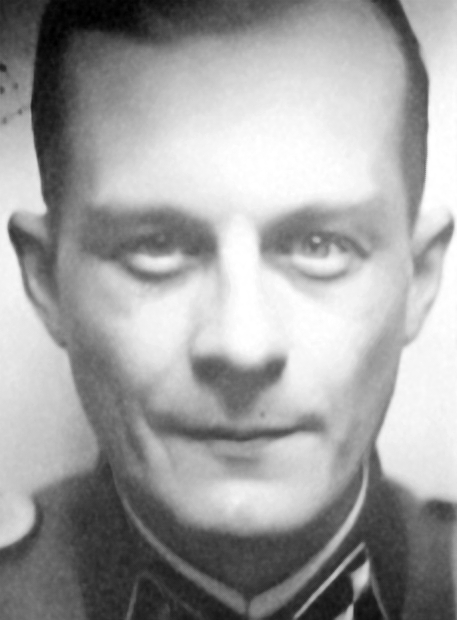
Andries Jan Pieters

Andries Jan Pieters (* 2. August 1916 in Leksula, Niederländisch-Indien; † 21. März 1952 in Scheveningen) war ein niederländischer Berufssoldat, der während des Zweiten Weltkriegs freiwillig der Waffen-SS beitrat und an der Seite der Deutschen an der Ostfront kämpfte. Gegen Kriegsende führte er in seiner Heimat ein SS-Kommando, das Folterungen und Morde an vermuteten Mitgliedern des niederländischen Widerstands und Juden verübte. Für seine Taten wurde er als Kriegsverbrecher zum Tode verurteilt und als eine der beiden letzten Personen in der niederländischen Geschichte hingerichtet.

## Biografie

### Frühe Jahre und Kriegsdienst
Pieters wurde 1916 auf der damals zur Kolonie Niederländisch-Indien gehörenden Insel Buru geboren, wo sein Vater als protestantischer Missionar tätig war. Von den Eltern wurde er streng christlich erzogen, seine Kindheit fand weitgehend abgeschottet von den Einheimischen statt. Unter anderem war es ihm nicht erlaubt, mit indonesischen Kindern zu spielen. 1924 kehrte die Familie in die Niederlande zurück, da der Vater wegen Erfolglosigkeit aus Buru abberufen worden war. In Groningen eröffnete er stattdessen ein Möbelgeschäft, das jedoch nach kurzer Zeit bankrottging. Pieters gab nach dem Krieg in einem Verhör an, dass hierfür „Judenmenschen“ verantwortlich gewesen waren. Nach dem Ende seiner schulischen Ausbildung schloss er sich den niederländischen Streitkräften an.
Zum 15. Juli 1941, etwa ein Jahr nach dem Beginn der deutschen Besatzung der Niederlande, schloss sich Pieters der Vrijwilligerslegioen Nederland an, um als Teil eines Waffen-SS-Verbandes an der Ostfront gegen die Sowjetunion zu kämpfen. Als Grund nannte er seine christliche Erziehung, die ihn zum „Kampf gegen den Bolschewismus“ verpflichten würde. Während der dortigen Kämpfe wurde er verwundet und erhielt das Verwundetenabzeichen in Schwarz verliehen, über seine sonstigen Erfahrungen und Verdienste ist wenig bekannt. Zum 1. September 1943 wurde er zum SS-Untersturmführer befördert. Anfang 1945 kam er zum Jagdverband Nordwest in Neustrelitz im heutigen Mecklenburg-Vorpommern.

### Kriegsverbrechen in den Niederlanden
In Neustrelitz übergab man ihm das Kommando über einen dreißig Mann starken Trupp, den er für „geheime Gefechtsaufgaben“ trainieren sollte. Derartige Einheiten unter dem Befehl ausländischer SS-Offiziere wurden gegen Ende des Krieges auf direkten Befehl des Reichsführers SS Heinrich Himmler mit dem Zweck aufgestellt, in ihren jeweiligen Heimatländern einen Guerillakrieg gegen die vorrückenden Alliierten zu führen. Hierfür erhielten die Kommandeure weitgehend freie Hand bei der Wahl ihrer Mittel. Pieters Einheit, die sich „Kommando Zeppelin“ oder, nach Pieters Pseudonym, „Kommando Steinbach“ nannte, verlegte in die Niederlande und requirierte am 6. oder 7. April das Kastell Groot Engelenburg im gelderländischen Brummen als Hauptquartier. Dort begannen sie umgehend, massiv gegen den örtlichen Widerstand vorzugehen. Nach Hinweisen anderer SS-Einheiten und des Sicherheitsdienstes verhafteten Pieters Männer binnen weniger Tage mehrere Dutzend angeblicher Widerstandskämpfer. Zur Befragung wurden sie in den zu einem Gefängnis umfunktionierten Keller des Kastells gebracht, wo sie von den SS-Männern schwer gefoltert wurden. Hierbei kamen unter anderem Methoden wie Schläge mit einem Gummiknüppel, Abbinden der Genitalien, Ausdrücken brennender Kerzen auf dem Körper oder Vergewaltigung zum Einsatz. In einem Fall schlug Pieters selbst einem Mann einen etwa neun Zentimeter langen Nagel unter den Nagel des großen Zehs. Am Freitag, den 13. April verließ die Einheit Brummen angesichts vorrückender kanadischer Truppen. Vor ihrem Abzug exekutierten sie acht Gefangene, deren Leichen kurz darauf von den Kanadiern im Wassergraben des Kastells treibend gefunden wurden.
Pieters führte seine Männer währenddessen nach Loosdrecht, wo sie das Restaurant Het Witte Huis in Beschlag nahmen. In der Umgebung des Ortes griff die Einheit insgesamt 33 Menschen auf, darunter eine untergetauchte jüdische Familie. Im Witte Huis kam es zu weiteren Folterungen, wobei den Juden besondere Grausamkeiten angetan wurden. So wurden Ehepartner etwa im Beisein des jeweils anderen gefoltert, des Weiteren wurden sie gezwungen, vergossenes Blut vom Boden aufzulecken. Der 19-jährige Sohn der Familie starb, nachdem man ihn kopfüber in den Keller des Restaurants geworfen hatte. Der niederländische Justizminister Hendrik Mulderije beschrieb die Vorgänge in Brummen und Loosdrecht nach dem Krieg mit den Worten: „Die Taten um die es hier geht, gehören zu den allerschlimmsten, die hierzulande während des Krieges begangen wurden.“ Berichte über Pieters Vorgehen erreichten auch Karl Eberhard Schöngarth, Befehlshaber der Sicherheitspolizei und des SD in den Niederlanden und Willy Lages, Leiter des SDs in Amsterdam. Schöngarth erteilte Pieters daraufhin mehrmals den Befehl, seine Aktivitäten einzustellen und seine Einheit aufzulösen, was dieser jedoch ignorierte und sich auf die direkt von Himmler erteilte Vollmacht berief. Erst zwei Wochen später, am 3. Mai 1945, ließen entweder Schöngarth oder Lages Pieters verhaften. Es gilt als sehr sicher, dass er von den Deutschen wegen Fahnenflucht hingerichtet worden wäre, die Befreiung der Niederlande wenige Tage später kam dem jedoch zuvor.

### Prozess und Hinrichtung
Nach dem Ende des Krieges kam Pieters vor eines der neu eingerichteten Sondergerichte, das ihn wegen seiner Kriegsverbrechen zum Tode verurteilte. Wie viele andere stellte er ein Gnadengesuch bei der neuen niederländischen Königin Juliana, die als Gegnerin der Todesstrafe galt. Hierbei verwies er auf seine schwere Kindheit und gab an, sich aus deplatziertem Pflichtgefühl den Deutschen angeschlossen zu haben, da er gedacht habe, gegen den Bolschewismus kämpfen zu müssen. Als Auslöser der Folterungen nannte er eine „wütende Psychose“. Obwohl etwa zwei Drittel aller ursprünglichen Todesurteile später revidiert wurden, lehnte die Königin die Aufhebung in Pieters Fall ab, da dessen Verbrechen zu schwerwiegend gewesen seien, um in diesem Fall Gnade zeigen zu können. Das Todesurteil wurde daraufhin am 21. März 1952 auf der Waalsdorpervlakte im Küstenort Scheveningen vollstreckt. Bei dieser Hinrichtung, bei der neben Pieters noch der deutsche SS-Offizier Artur Albrecht exekutiert wurde, handelte es sich um die letzte, die in den Niederlanden jemals durchgeführt wurde.